# Russellsnapper
Russellsnapper (Lutjanus russellii) är en fisk i familjen Lutjanidae, vars medlemmar ofta kallas snappers, som finns i Indiska oceanen och västra Stilla havet.

## Utseende
Russellsnappern har en tämligen slank kropp med sluttande panna samt en ryggfena som består av två delar, en styv med 10 taggstrålar, och en mjukare med 14 mjukstrålar. Även analfenan har liknande uppbyggnad, med 3 taggstrålar och 8 mjukstrålar. Stjärtfenan är endast svagt urgöpt. Ryggen och sidornas överdel är brunaktig, medan underdelen av sidorna och buken är silvrigt vitaktiga till skära. Nedanför ryggfenans bakre del har arten en tydlig, svart fläck. Vuxna individer från Indiska oceanen har vanligtvis 7 till 8 smala, gulbruna längsstrimmor på sidorna, medan ungfiskar från Stilla havet i stället är vitaktiga med 4 svarta längsstrimmor på sidorna. Arten är vanligtvis upp till 30 cm lång, men kan som mest nå en längd av 50 cm.

## Vanor
Russellsnappern uppehåller sig vid korallrev och undervattensklippor, vanligtvis på djup mellan 20 och 50 m, ävenom den kan gå så högt upp som 10 m och så djupt som 80 m. Ungfiskarna lever bland mangrove i brackvattensområden och går upp i sötvatten i flodernas nedre lopp. Födan består av fisk, kräftdjur som räkor, krabbor och mantisräkor, samt blötdjur som bläckfiskar.

## Utbredning
Utbredningsområdet omfattar Indiska oceanen och västra Stilla havet från Östafrika till Fiji och vidare norrut till södra Japan samt söderut till Australien.

## Betydelse för människan
Arten är föremål för ett kommersiellt fiske, främst med långrev, mjärdar och bottentrål. Den saluförs i regel färsk.